# Coppa di Libano
La Coppa di Libano (in arabo كأس لبنان‎?) è la principale coppa calcistica libanese, nonché la seconda competizione nazionale per prestigio dopo il campionato di lega. Il torneo si tiene sotto la giurisdizione della LFA ed è riconosciuto di fatto come una "coppa federale", in maniera analoga alla FA Cup inglese.
Il record di titoli vinti appartiene all'Ansar, a quota quindici trofei (di cui quattro consecutivi dal 1990 al 1992, e dal 1994 al 1996, a sua volta record); nella sua storia la competizione ha visto fin qui l'affermazione di quattordici squadre diverse. Dal 2004, la formazione vincitrice della competizione ottiene, oltre al trofeo e ai benefici monetari di sorta, anche un posto nella Coppa dell'AFC. Dal 1996, il club detentore della coppa acquisisce inoltre il diritto a incontrare i campioni della Prima Divisione (Libano) nella Supercoppa di Libano.

## Albo d'oro
| N. | Stagione  | Vincitore      | Risultato | Finalista      |
| -- | --------- | -------------- | --------- | -------------- |
| 1  | 1937-1938 | Nahda          | 3-2       | Hilmi-Sport    |
| 2  | 1938-1939 | Hilmi-Sport    | 2-1       | Homenetmen     |
| 3  | 1939-1940 | Hilmi-Sport    | 3-2       | DPHB           |
| 4  | 1940-1941 | Nahda          | 4-2       | Homenetmen     |
| 5  | 1942-1943 | Homenetmen     | 3-2       | Nahda          |
| 6  | 1944-1945 | Nahda          | 3-2       | Racing Beirut  |
| 7  | 1946-1947 | Nahda          | 2-1       | Pagramian      |
| 8  | 1947-1948 | Homenetmen     | 1-0       | Racing Beirut  |
| 9  | 1950-1951 | Shabiba Mazraa | 4-2       | Nejmeh         |
| 10 | 1951-1952 | Shabiba Mazraa | 8-1       | Homenetmen     |
| 11 | 1961-1962 | Homenetmen     | 4-2       | Shabiba Mazraa |
| 12 | 1963-1964 | Safa           | 1-0       | Nejmeh         |
| 13 | 1970-1971 | Nejmeh         | 3-1       | Safa           |
| 14 | 1985-1986 | Safa           | 1-0       | Ansar          |
| 15 | 1986-1987 | Nejmeh         | 2-0       | Tadamon Beirut |
| 16 | 1987-1988 | Ansar          | 1-0       | Shabab Sahel   |
| 17 | 1988-1989 | Nejmeh         | 4-0       | Tadamon Tiro   |
| 18 | 1989-1990 | Ansar          | 3-2       | Safa           |
| 19 | 1990-1991 | Ansar          | 2-1       | Safa           |
| 20 | 1991-1992 | Ansar          | 2-0 (dts) | Harakat Shabab |
| 21 | 1992-1993 | Bourj          | 4-1       | Homenmen       |
| 22 | 1993-1994 | Ansar          | 4-1       | Homenmen       |
| 23 | 1994-1995 | Ansar          | 1-0       | Safa           |
| 24 | 1995-1996 | Ansar          | 4-2 (dts) | Nejmeh         |
| 25 | 1996-1997 | Nejmeh         | 2-0       | Ansar          |
| 26 | 1997-1998 | Nejmeh         | 2-1       | Homenmen       |
| 27 | 1998-1999 | Ansar          | 2-1 (dts) | Homenmen       |
| 28 | 1999-2000 | Shabab Sahel   | 1-1 (dtr) | Safa           |
| 29 | 2000-2001 | Tadamon Tiro   | 2-1       | Ansar          |
| 30 | 2001-2002 | Ansar          | 2-1       | Al-Ahed        |
| 31 | 2002-2003 | Olympic Beirut | 3-2 (dts) | Nejmeh         |
| 32 | 2003-2004 | Al-Ahed        | 2-1 (dts) | Nejmeh         |
| 33 | 2004-2005 | Al-Ahed        | 2-1       | Olympic Beirut |
| 34 | 2005-2006 | Ansar          | 3-1       | Sagesse        |
| 35 | 2006-2007 | Ansar          | 3-1       | Al-Ahed        |
| 36 | 2007-2008 | Mabarra        | 2-1       | Safa           |
| 37 | 2008-2009 | Al-Ahed        | 2-0       | Shabab Sahel   |
| 38 | 2009-2010 | Ansar          | 2-1 (dts) | Mabarra        |
| 39 | 2010-2011 | Al-Ahed        | 3-0       | Safa           |
| 40 | 2011-2012 | Ansar          | 2-1 (dts) | Nejmeh         |
| 41 | 2012-2013 | Safa           | 2-1       | Shabab Sahel   |
| 42 | 2013-2014 | Salam Zgharta  | 1-0 (dts) | Tripoli        |
| 43 | 2014-2015 | Tripoli        | 2-1       | Nejmeh         |
| 44 | 2015-2016 | Nejmeh         | 0-0 (dtr) | Al-Ahed        |
| 45 | 2016-2017 | Ansar          | 1-0       | Safa           |
| 46 | 2017-2018 | Al-Ahed        | 0-0 (dtr) | Nejmeh         |
| 47 | 2018-2019 | Al-Ahed        | 1-0       | Ansar          |
| 48 | 2020-2021 | Ansar          | 1-1 (dtr) | Nejmeh         |
| 49 | 2021-2022 | Nejmeh         | 2-1       | Ansar          |
| 50 | 2022-2023 | Nejmeh         | 0-0 (dtr) | Al-Ahed        |
| 51 | 2023-2024 |                |           |                |

## Vittorie per squadra
| Squadra        | Vittorie | Finali perse | Finali disputate |
| -------------- | -------- | ------------ | ---------------- |
| Ansar          | 15       | 5            | 20               |
| Nejmeh         | 8        | 9            | 17               |
| Al-Ahed        | 6        | 4            | 10               |
| Nahda          | 4        | 1            | 5                |
| Safa           | 3        | 8            | 11               |
| Homenetmen     | 3        | 3            | 6                |
| Tripoli        | 2        | 2            | 4                |
| Hilmi-Sport    | 2        | 1            | 3                |
| Shabiba Mazraa | 2        | 1            | 3                |
| Shabab Sahel   | 1        | 3            | 4                |
| Mabarra        | 1        | 1            | 2                |
| Tadamon Tiro   | 1        | 1            | 2                |
| Bourj          | 1        | 0            | 1                |
| Salam Zgharta  | 1        | 0            | 1                |
| Homenmen       | 0        | 4            | 4                |
| Racing Beirut  | 0        | 2            | 2                |
| Pagramian      | 0        | 1            | 1                |
| Harakat Shabab | 0        | 1            | 1                |
| Sagesse        | 0        | 1            | 1                |
| DPHB           | 0        | 1            | 1                |
| Tadamon Beirut | 0        | 1            | 1                |